# Zhang Binglin

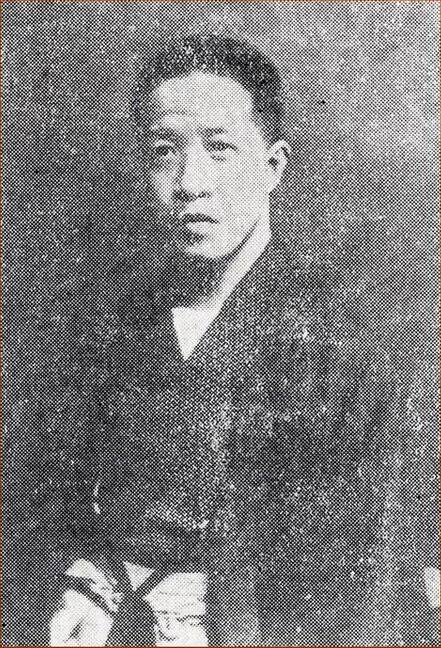
Zhang Binglin

Zhang Binglin (xinès simplificat: 章太炎; xinès tradicional: 章炳麟; en pinyin: Zhāng Bǐnglín), també conegut com a Zhang Taiyan fou un destacat filòleg xinès, periodista, crític literari i activista republicà antimanxú que va néixer el 25 de desembre de 1868 a Yuhang (Hangzhou), província de Zhejiang i mort el 14 de juny de 1936 a Suzhou, província de Jiangsu.

## Biografia
En la família de Zhang Binglin hi va haver diversos intel·lectuals i erudits. A 23 anys va ser alumne del filòleg Yu Yue, estudiant els clàssics amb profunditat, va esdevenir un expert en Confuci. Va treballar com a professor a les universitats de Suzhou i de Beijing abans i després de la seva estada al Japó, on va fer contactes amb els cercles republicans. Pels seus escrits polítics i per la manera d'expressar-se sense embuts va ser arrestat tant sota la dinastia Qing com en els anys de Yuan Shikai. Donada la seva influència en la joventut intel·lectual xinesa (va ser un introductor de les idees occidentals al seu país, en especial, l'evolucionisme), la República Popular de la Xina va reconèixer la importància de la figura de Zhang als anys 50 del segle passat.